# Pterogramma intrudens
Pterogramma intrudens är en tvåvingeart som först beskrevs av Malloch 1922.  Pterogramma intrudens ingår i släktet Pterogramma och familjen hoppflugor.
Artens utbredningsområde är Maryland. Inga underarter finns listade i Catalogue of Life.